# 木崎正子
木﨑 正子（きざき まさこ、1943年11月7日 - ）は、日本の元陸上競技選手。専門は中距離走。現姓：藤本。

## 経歴・人物
愛知県名古屋市で生まれ、太平洋戦争中に岐阜県美濃加茂市に疎開し、終戦後も同地に留まる。美濃加茂市立山之上中学校、岐阜県立長良高等学校と進学。中学校時代はソフトボール部の選手であったが、部活の監督に俊足を見込まれて「高校へ行ったら陸上競技をやりなさい」と勧められたという。
1959年に岐阜県立長良高等学校に進学すると陸上競技部に入部。当初は短距離走の選手だったが、高校2年（1960年）の時にローマオリンピックで女子800m走が復活したことを受けて高校の陸上競技部監督から800m走をやってみるように指示されて本格的に取り組む。高校3年の時に日本陸上界の重鎮であった織田幹雄からランニングフォームのアドバイスを受けたこともプラスになった。
1962年に中央大学へ進学。中央大学を志望した理由は中距離の名選手で知られ、高校の先輩であった渡辺国昭を慕ったことと、中央大学の名将として知られた西内文夫の指導を受けたかったからだという。大学1年の時に第46回日本陸上競技選手権大会女子800mを制覇。
1963年、大学2年の第47回日本陸上競技選手権大会女子800mで2分12秒8で2位となり日本新記録を樹立したが、同じレースを走った当時のヨーロッパ陸上競技選手権大会覇者のゲルダ・クラーン（オランダ）に2分4秒9を出されて圧倒され、世界とのレベルの差を痛感したことを後に語っている。同年の第18回国民体育大会（山口県・県営陸上競技場） では岐阜県代表として2分13秒8の大会新記録（当時）を出して優勝している。
1964年、東京オリンピックイヤーに開催された第48回日本陸上競技選手権大会女子800mでは2分13秒8で2度目の優勝を果たす などの実績を評価されて1928年アムステルダムオリンピックの人見絹枝（大阪毎日新聞社）以来となる同種目のオリンピック代表に選ばれる。しかし、大会直前の練習中に右足甲を故障するアクシデントに見舞われた上、1964年10月10日の女子800m予選当日は雨の中、水浸しのトラックを走るという不運な状況も災いして自己ベストから程遠い2分18秒6のタイムで予選落ちとなった。
東京オリンピックの後に現役を引退し、中央大学陸上競技部のコーチとして後進の指導に当たる一方で1973年に結婚したため藤本姓となる。出産などで陸上の現場から離れた時期もあったが、陸上競技審判員やスターターの資格を取るなどして復帰、スターターとしては東京国際女子マラソンやスーパー陸上でレースのピストルを撃ったこともある。また日本陸上競技連盟女子委員会のメンバーとして女子陸上の競技力向上にも力を尽くした。
現在は中央大学出身のオリンピック選手による親睦団体である白門オリンピアンズ・クラブの理事を務めている。